# Marco Bonafaccia
Marco Bonafaccia (Roma, 16 maggio 1974) è un attore italiano.
Debutta molto giovane in teatro dopo aver svolto un corso di recitazione con il maestro C. Matteucci. Successivamente lavora soprattutto in televisione in varie fiction TV di successo.
Tra i suoi lavori televisivi, ricordiamo: Un anno a primavera, Il grande Torino, Orgoglio capitolo secondo e le due stagioni della miniserie TV Il capitano, regia di Vittorio Sindoni.

## Filmografia
- Un anno a primavera, regia di Angelo Longoni - Miniserie TV - Rai Due (2005)
- Il capitano, regia di Vittorio Sindoni - Miniserie TV - Rai Due (2005)
- Orgoglio capitolo secondo - Serie TV - Rai Uno (2005)
- Il grande Torino, regia di Claudio Bonivento - Miniserie TV - Rai Uno (2005)
- Il capitano 2, regia di Vittorio Sindoni - Miniserie TV - Rai Due (2007)

## Altre esperienze
- Decameron, regia di Franza Di Rosa - Programma TV - La7 (2007)